# Торбено (суддя Кальярі)
Торбено I (італ. Torbeno di Cagliariд/н — бл. 1130) — юдик (володар) Кальярського юдикату.

## Життєпис
Походив з династії Лакон-Гунале. Один з молодших синів Орцокко Торхіторіо I, юдика Кальярі і Вери де Лакон. після смерті батька 1089 року ймовірно став молодшим співюдиком разом з братом Салусіо II, що випливає з підписаної ним угоди з Пізою.
На думку дослідників після 1090 року зумів перебрати влади на себе, відсторонивши брата від фактично керування. Здійснював численні пожертви монастирям і своїм прихильникам. Також надав кошти на спорудження собору в Пізі.
Коли Салусіо II помер, вступив у протистояння з небожем Торхіторіо II. Торбено підтримувала Пізанська республіка, а його суперника — Генуя. Втім 1103 або 1104 року Торбено зазнав поразки, втік, залишився на Сардинії. Ймовірно, домовився з Торхіторіо II, повернувши титул молодшого співюдика.
У 1113—1114 і 1115—1116 роках спільно з Сальто, сином Костянтином I, юдиком Торресу, у складі пізанського флоту відзначився в походах проти Майоркської тайфи. Помер близько 1130 року.